# Exostratum sullivantii
Exostratum sullivantii là một loài rêu trong họ Calymperaceae. Loài này được Dozy & Molk. L.T. Ellis mô tả khoa học đầu tiên năm 1985.